# Serie limitada
El término serie limitada, referente a un cómic, libro o serie, por ejemplo, las define con una cantidad finita de entregas. Se diferencia de una serie abierta en que la cantidad de números previstas está determinado antes de la producción de la serie, y de un número único en que está compuesta de varios. También se diferencia de una serie cerrada en la cantidad de números, que suele estar predeterminada, mientras que la última no tiene una cantidad definida de números determinados y podría publicarse durante varios años antes de su finalización.
El término se alterna frecuentemente con miniseries y maxiseries, normalmente dependiendo del número de partes que compongan la historia.

## Características
La serie limitada cuenta una única historia. Siguen el guion establecido de comienzo, nudo y desenlace. Normalmente, todos los cabos sueltos del guion están explicados al finalizar la historia.
Con frecuencia, un único equipo creativo se encarga de la serie limitada pero en ciertos casos en los que hay cambios, el guionista permanece al frente de la historia y el apartado artístico va cambiando de manos, dándose el caso de los llamados fill-ins (dibujantes complementarios o de relleno). El número de partes que forman la serie limitada lo determina el propio guionista e incluso el editor de la misma.

## Series limitadas destacadas

### DC Comics
- Watchmen, 1986 (12 números)
- Camelot 3000, 1982 (12 números)
- Batman: The Dark Knight Returns, 1985 (4 números)
- Kingdom Come, 1996 (4 números)
- LJA: El clavo, 1998 (3 números)
- DC: The New Frontier, 2004 (6 números)
- Linterna Verde: Renacimiento, 2004-2005 (6 números)
- Crisis de Identidad, 2005-2006 (7 números)
- Zatanna, 2010-2011 (16 números)

### Marvel Comics
- Daredevil: El hombre sin miedo, 1993-1994 (5 números)
- Marvel universe vs the Avengers, 2012 (4 números)

- Datos: Q3297186